# 陳本江
陳本江（1915年—1967年6月10日），原名陳大川。父親陳祥是臺灣日治時期高雄岡山彌陀漯底人，母親劉錦。陳祥搬至鳳山後，生下八個兒女。陳家一度搬至當時中國福建省厦門市的鼓浪嶼，1937年蘆溝橋事變後，全家搬回台灣。 .    2016年當選中央研究院院士的孙康宜是陳本江的外甥女，孙康宜的外省籍父親也是白色恐怖受害者，因為曾收留逃亡中的陳本江，被關了十年。
陳本江中學時期在鼓浪嶼的「教會中學」讀書，成績優異。 陳本江於1939年到日本早稻田大學就讀政治經濟系，1942年完成學業，然後再到明治大學讀研究所，畢業後到中國北京，在北京大學法學院擔任助教及講師，教授經濟史、經濟學史、日文等科目。 在北京時期，陳本江與藍明谷相識成為好友，並在藍明谷介紹下，與鍾理和有過互動。

## 二次大戰後
陳本江1946年回臺後，擔任中國共產黨的地下工作人員，在中國共產黨台灣省工作委員會蔡孝乾的領導下工作，也擔任《中外日報》的「顧問」，與藍明谷、王荊樹等同鄉在當時台北市樺山町一條通合租老屋同住。
陳本江受台北市工委書記廖瑞發領導，根據林慶雲自白書，陳大川吸收林正亨、傅世明、林清海、林素月、盧盛泉、林水旺等人，並領導支部，組織「建成行」為台北市工委財政來源，由林正亨出資，陳大川擔任總經理，林水旺、陳通和、傅世明、林慶雲擔任經理，林清海、林三合、鄭明德、張金海、張硯、李冰等擔任事務員，爾後以出租店鋪收租為經費。1948年9月間陳本江被廖瑞發派赴香港廖文毅陣營約一個月返台。
陳本江於1949年初與呂赫若創辦大安印刷所，呂赫若為經理，陳本江為幕後負責人，後來爭取到劉明及李順法等富人的贊助。大安印刷所主要印製音樂書籍，同時也印刷推動社會主義的手冊文件，空間作為左翼知識分子的秘密聚會場所。大安印刷所於1949年秋季結束營業，原因是當年8月中旬，基隆中學校長鍾浩東所辦理的地下報紙《光明報》被破獲，國民黨開始搜捕反政府勢力。
逃避國民黨追捕的陳本江於1949年秋季到臺北縣石碇鄉的鹿窟，組織該地區的鄉民，並召集反國民黨的知識份子，成立名稱為「台灣人民武裝保衞隊」的反政府基地，基地負責人為陳本江及其弟陳通和，到1950年參加者有三百多人。1952年12月，鹿窟基地被封山圍剿，抵抗十數天後，陳本江等人於1953年1月撤離鹿窟，許多無辜在地民眾被捉，史稱「鹿窟事件」。同年三月，逃至高雄的陳本江尋求曾維成的協助，曾維成提供新台幣13000元，曾維成是陳本江於1949年吸收成為台灣民主自治同盟的成員。3月17日，曾維成帶陳本江及同伴林素月至當時擔任高雄市鼎金國小的校長，宗親曾夢蘭處留宿一段時間。1954年5月19日，陳本江在高雄被捕。陳本江供出逃亡地方及同志給保密局，三年後以自新被釋放。
陳本江於1955年12月出獄，居住於高雄鼓山。陳本江於1967年6月10日，因腦溢血倒斃於台北市街頭。